# 鄭光好
鄭 光好（チョン・グァンホ、朝鮮語: 정광호、1895年または1897年8月22日 - 1955年）は、日本統治時代の朝鮮の独立運動家、大韓民国の政治家、実業家。第3代光州府尹（現・光州広域市長）、制憲韓国国会議員を歴任した。本貫は温陽鄭氏。

## 経歴
全南和順郡綾州面生まれ、光州（現・光州広域市）出身。光州公立普通学校、漢城官立師範学校卒。1916年、綾州公立普通学校の教員を解任された後に渡日し、明治大学政治経済科2年修了。1919年に東京朝鮮青年独立団代表として崔八鏞らと二・八独立宣言を計画し、白寛洙・金瑪利亜らを参加に勧誘した。その後帰国し、全南長城郡で独立宣言文を印刷した。光州で三・一運動に参加した後、また仁川、新義州、青島を経由して上海へ亡命した。以後李東寧・金九らと合流し、上海中国公学商科卒、大韓民国臨時政府交通部参事・局長、モスクワ開催遠東民族革命団代表者大会華東韓国学生連合会代表、上海大韓民国臨時議政院全羅南道代表、上海留華学生会会長、朝鮮共和国組織者、大韓民国臨時政府経済後援会組織者・委員、京城第一薬品株式会社支配人、漢陽自動車商会代表、韓国民主党創設メンバー・中央常務執行委員・組織部長、第3代光州府尹（1947年6月～1948年5月）を務めた。1948年の初代総選挙では府尹を辞任し、光州府選挙区から出馬して当選し、その後反民特委などで活動した。
1950年の第2代総選挙では京畿道楊州郡から出馬したが、落選した。朝鮮戦争の際、ソウルにいたところ朝鮮人民軍に逮捕され、その後拉致された。1955年に死去したとされる。

## 賞勲
1990年、建国勲章愛国章を受章。

## エピソード
1948年の初代総選挙では無投票で当選した。
光州市庁の会議室の歴代市長の肖像画がある。ただし、拉致されて資料が不足だという理由で鄭の肖像画は長い間に飾られることができず、2019年にようやく作成された。また、和順郡の生家跡には石碑がある。